# Kanchanpur
Kanchanpur es una ciudad censal situada en el distrito de Tripura septentrional en el estado de Tripura (India). Su población es de 15341 habitantes (2011). 

## Demografía
Según el censo de 2011 la población de Kanchanpur era de 15341 habitantes, de los cuales 8165 eran hombres y 7176 eran mujeres. Kanchanpur tiene una tasa media de alfabetización del 92,29%, superior a la media estatal del 87,22%: la alfabetización masculina es del 95,32%, y la alfabetización femenina del 88,77%.